# 降矢美彌子
降矢 美彌子（ふりや みやこ、1943年2月19日 - 2018年12月16日）は、日本の音楽教育学者、ピアニスト、合唱指揮者。宮城教育大学名誉教授。
福島コダーイ合唱団を1987年に創立、ハンガリーに4回の演奏旅行の他、オランダ・フィンランド・アメリカ・フィリピン・マレーシアでも演奏会を行った。小学校から大学において多文化音楽教育の先進的実践研究を推進。1987年からハンガリーの作曲家クルターグ・ジェルジュの研究を進め『クルターグ』を執筆中（2016年9月現在）。博士（学術）。2012年9月、ハンガリーの首都ブダペシュトのコダーイ記念博物館にてプロ・クルトゥーラ・フンガリカ賞受賞。福島コダーイ合唱団の音楽監督･常任指揮者。

## 略歴
東京都出身。武蔵野音楽大学音楽学部器楽学科を卒業。ピアノをクルターグ・ジェルジュ、アーブラハーン・マリアン、ピアノ教授法をテーケ・マリアンヌ、ピアノ即興指導法をアパジ・マーリア、合唱指揮をウグリン・ガーボル、モハイネー・カタニチ・マーリアに学ぶ。
1965年から小学校の音楽科教師として教壇に立つ。メゾソプラノ歌手成田絵智子の全国公演に伴奏ピアニストとして参加、バイオリニスト井上頼豊のリサイタルに伴奏ピアニストとして参加、単独リサイタルを東京、鹿児島、福島で開催。1976年から鹿児島短期大学児童教育学科講師・助教授。1979年6月「九州交響楽団演奏会」ソリストとしてコンチェルト演奏（鹿児島）。1981年から福島大学教育学部音楽科助手、講師、助教授を経て1990年同大学教授。1987年1月から9月、ハンガリー・リスト音楽アカデミーに国際コダーイ協会奨学金を得て留学。1994年10月から宮城教育大学音楽科教授。2005年博士論文発表。2008年3月宮城教育大学を退官、同大学名誉教授となる。2008年4月から13年3月まで帝京平成大学教授。2012年9月ハンガリー政府より、同国の文化振興に寄与したとして、日本の文化功労賞にあたるプロ・クルトゥーラ・フンガリカ賞を受賞。
2018年12月16日、福島市の自宅で死去、75歳。

## 福島コダーイ合唱団
1987年9月、同合唱団を創立。同年から2010年までに福島市で23回の定期演奏会の他、東京、山形、宮城、栃木、神奈川、石川、佐賀などで招聘演奏会を開催。うち19回は元ハンガリー国立合唱団常任指揮者のウグリン・ガーボル（1932年3月13日-2013年6月21日）を常任指揮者に迎えた。
1990年・1994年・1999年・2012年ハンガリー演奏旅行。1996年フィンランド、1997年フィリピン、2004年アメリカ、2006年マレーシアへ演奏旅行。
2002年3月、音楽教育振興財団、毎日新聞社主催の「音楽教育振興賞」（助成部門）を受賞。

## CD・DVD出版
- ア・カペラの響き(FPCD1177)
- 夕べの歌(BCD-1178)
- 『実践合唱名曲大系』10「ルタの木は高い－ハンガリー・ア・カペラのひびきー」 27「筑後川－日本の合唱14」(東芝EMI）
- 10周年記念ＣＤ福島コダーイ合唱団ライヴ'95〜'97(FKC1997)
- Many Nations-Many Voicesー合唱が結ぶ日本とヨーロッパ（FKC2000）
- バルトーク・ベーラ作曲『児童と女声のための合唱曲集』(FKC2001)
- バルトーク・ベーラ作曲『児童と女声のための合唱曲集』全曲演奏ライヴＤＶＤ
- ルタの木は高いーハンガリー・ア・カペラ合唱の響き（TOCF56002）（東芝EMI合唱名曲コレクション51）

## 多文化音楽教育
インドネシアのバリ島の芸能ケチャを、日本で初めて小学校の授業で実践。お囃子作り、ブルガリアン・ヴォイスも小学校の授業で取り入れるなど、1970年代から教育の現場で多文化音楽教育に取り組む。日本の各地及びバリ島へのフィールドワークを行い、多文化音楽教育のための教材CD-ROM・DVDを開発し、それらを自身のホームページに公開している。2009年には、多文化音楽教育の新たな観点をもつ教材、指導法、教師の取り組み、授業設計を具体的に明らかにした『地球音楽の喜びをあなたへ』（現代図書）を出版。

## 論文
- 子どもを変える民族音楽－ケチャの場合－　音楽之友社『季刊音楽教育研究』15 pp.24～31　1978年
- 多文化音楽教育の指導法の研究―デジタル教材の開発とその実践的検証― 東京藝術大学　論博（学術）音第7号　博士論文　2005年

## 楽譜出版
- 平井澄子　連篇歌曲『愛の世界』全音楽譜出版社　1990年
- コダーイ『333のソルフェージュ』全音楽譜出版社　1998年
- テーケ『新ピアノの学校』1, 2,別巻指導の手引き　全音楽譜出版社　1998年
- テーケ『ピアノ・テクニック』(1),(2),(3)　全音楽譜出版　1998年
- バルトーク・ベーラ『児童と女声のための合唱曲集』　[新訂版]全音楽譜出版　2007年